# Yamashita Ayaka
Yamashita Ayaka (山下 杏也加, sinh ngày 29 tháng 9 năm 1995) là một cầu thủ bóng đá nữ người Nhật Bản.

## Đội tuyển bóng đá nữ quốc gia Nhật Bản
Yamashita Ayaka thi đấu cho đội tuyển bóng đá nữ quốc gia Nhật Bản.

## Thống kê sự nghiệp
| Nhật Bản  | Nhật Bản | Nhật Bản |
| Năm       | Trận     | Bàn      |
| --------- | -------- | -------- |
| 2015      | 3        | 0        |
| 2016      | 3        | 0        |
| 2017      | 5        | 0        |
| 2018      | 14       | 0        |
| 2019      | 6        | 0        |
| Tổng cộng | 31       | 0        |